# Brent Hinds
William Brent Hinds (Pelham, 16 gennaio 1974) è un chitarrista statunitense, ex membro del gruppo sludge metal Mastodon.

## Biografia
Brent è cresciuto in Alabama e inizialmente suonava il banjo, è cresciuto ascoltando country, ma nella tarda adolescenza ha cominciato ad ascoltare Neurosis e Melvins, due band che hanno influenzato profondamente il suo stile.
Usa tre diverse chitarre: una Gibson Flying V, una Gibson SG e una Les Paul, inoltre usa anche il modello di First Act da lui disegnato.